# Nominativo assoluto
Nella grammatica inglese, un nominativo assoluto è una frase a sé stante (assoluta) che descrive il soggetto principale e il predicato. Esso è composto da un nome oppure da un pronome al caso nominativo, Uniti a un predicato che non è un verbo finito -cioè in una forma coniugata con numero e persona - e solitamente è un aggettivo oppure un participio presente o passato, in inglese.
È una costruzione similare all'ablativo assoluto in latino, al genitivo assoluto in greco antico e al locativo assoluto in sanscrito.
Un metodo per identificare un nominativo assoluto in inglese può essere quello di aggiungere una congiunzione un verbo: di solito (ma non sempre) è possibile aggiungere una congiunzione come "perché" oppure "quando" e il verbo "essere" per ottenere una proposizione subordinata.
Esempi:
The dragon slain, the knight took his rest.
The battle over, the soldiers trudged back to the camp.
The truck finally loaded, they said goodbye to their neighbors and drove off.
We sit side by side, our legs touching, comfortable in the warm silence our two bodies create.
Spring advancing, the swallows arrived.
Comparati con:
Because the dragon was slain, the knight took his rest.
When the battle was over, the soldiers trudged back to the camp.
After the truck was finally loaded, they said goodbye to their neighbors and drove off.
With our legs touching, we sit side by side, comfortable in the warm silence our two bodies create.
When Spring was advancing, the swallows arrived.